# Shenik
Shenik (in armeno Շենիկ?) è un comune dell'Armenia di 1 052 abitanti (2009) della provincia di Armavir, fondato nel 1971.